# زیلتسن
زیلتسن (به آلمانی: Silzen) یک شهر در آلمان است که در اشتاینبورگ واقع شده‌است. زیلتسن ۱۸۱ نفر جمعیت دارد.